# きらやかフィナンシャルグループ
きらやかフィナンシャルグループは、山形県山形市に本拠を置く、山形しあわせ銀行・殖産銀行の2つの第二地方銀行が経営統合されて誕生した金融グループである。

## 成立の経緯
山形県は山形しあわせ、殖産の2行の他に荘内銀行（本店は山形県鶴岡市）・山形銀行の2地銀と、合わせて4つの銀行があり、人口に比べて過剰な「オーバーバンキング」状態にあるとされてきた。このため、殖産銀行・北日本銀行・旧德陽シティ銀行による「平成銀行」構想や荘内銀・殖産銀による「ミライオン銀行」構想など、かねてより殖産銀を軸とした様々な統合案が浮上していたが、これらはいずれも実現していなかった。
だが、2005年、山形しあわせ銀行と殖産銀行の合併を前提とした統合が浮上し、同年10月1日に東北初の銀行持株会社、きらやかホールディングスとして設立され、両行は持株会社の傘下となった。これにより、山形県内での銀行再編が一気に進んだ。同社の本社は山形しあわせ銀本店内に設置された。
2007年5月、両行は合併し、きらやか銀行となった。この2行は県外での重複店舗が少ないことと、法人の客層の重複が少ないこと等から合意に至ったとされている。
因みに、東北地域における銀行の合併は1993年4月1日の北都銀行（本店・秋田県秋田市）以来となる。

## 構成
- きらやかホールディングス（銀行持株会社）
  - 山形しあわせ銀行
  - 殖産銀行